# Pieterfaurea unilobata
Pieterfaurea unilobata är en korallart som först beskrevs av Thomson 1921.  Pieterfaurea unilobata ingår i släktet Pieterfaurea och familjen Nidaliidae. Inga underarter finns listade i Catalogue of Life.